# William Harkness
William Harkness (født 17. december 1837 i Ecclefechan i Skotland, død 28. februar 1903 i Jersey City) var en amerikansk astronom.
Harkness studerede i Rochester og tog 1862 den medicinske doktorgrad i New York. Han ansattes samme år ved Naval Observatory i Washington, blev 1873 professor ved United States Navy og 1894 chef for den astronomiske afdeling af Naval Observatory samt 1897—99 direktør for Office of the American Ephemeris and Nautical Almanac. I 1874 var Harkness medlem af den amerikanske Venus-kommission med station i Hobart. Af hans arbejder kan mærkes: The solar parallax and its related constants including the figure and density of the earth (1891). Han var præsident for Philosophical Society i Washington og 1893 præsident for American Association for the Advancement of Science, hvor han foredrog: The magnitude of the solar system.